# C.C. Williams
C.C. Williams, död 1882, musikskriftställare och tonsättare. Han finns representerad i ett flertal psalmböcker, bland annat Frälsningsarméns sångbok 1990 (FA).

## Psalmer
- Har du inte rum för Jesus (FA nr 342) tonsatt 1878.